# Чемпионат СССР по фигурному катанию 1946
Чемпионат СССР по фигурному катанию 1946 года (официальное название Личное первенство СССР) — соревнование по фигурному катанию среди советских фигуристов сезона 1945—1946 года, организованное Федерацией фигурного катания на коньках СССР.
10-й чемпионат Советского Союза. На катке встретились спортсмены Москвы, Ленинграда, Эстонской ССР, Латвийской ССР и Литовской ССР. Трибуны малого стадиона «Динамо» были заполнены зрителями.
На чемпионате 1946 года спортсмены соревновались в мужском и женском одиночном катании (по 6 участников), парном фигурном катании (4 пары). Впервые в СССР был проведен всесоюзный конкурс по танцам на коньках

## Результаты

### Мужчины
В первые два дня соревнования по обязательным фигурам Орлов опередил Васильева только на несколько десятых балла и лишь в произвольном катании получил решающий перевес.
| Место | Имя                     | ОФ | ОФ | ПП | ПП | итог |        |
| ----- | ----------------------- | -- | -- | -- | -- | ---- | ------ |
| 1     | Петр Орлов Ленинград    | 1  |    | 1  |    | 1    | 280,19 |
| 2     | Сергей Васильев Москва  | 2  |    | 2  |    | 2    | 271,35 |
| 3     | Пётр Чернышев Ленинград |    |    |    |    | 3    | 261,63 |
| 4     |                         |    |    |    |    |      |        |
| 5     |                         |    |    |    |    |      |        |
| 6     |                         |    |    |    |    |      |        |

### Женщины
Падури имела преимущество произвольном катании, а Алексеева выполнила школьные фигуры с исключительным мастерством.
| Место | Имя                      | ОФ |  | ПП |  | итог |        |
| ----- | ------------------------ | -- |  | -- |  | ---- | ------ |
| 1     | Евгения Алексеева Таллин | 1  |  | 2  |  | 1    | 233,27 |
| 2     | Вайке Падури Таллин      | 2  |  | 1  |  | 2    | 232,34 |
| 3     | Юлия Катханова Москва    |    |  | 3  |  | 3    | 225,83 |
| 4     |                          |    |  |    |  |      |        |
| 5     |                          |    |  |    |  |      |        |
| 6     |                          |    |  |    |  |      |        |

## Пары
Остро шла борьба между заслуженным мастером спорта Татьяной Гранаткиной и Александром Толмачевым, они опередили на 0,61 балла Раису и Александра Гандельсман (Ленинград). Обе пары показали очень сложную трудную программу катания.
| Место | Имя                                                 | ПП |
| ----- | --------------------------------------------------- | -- |
| 1     | Татьяна Гранаткина / Александр Толмачёв Москва      |    |
| 2     | Раиса Гандельсман / Александр Гандельсман Ленинград |    |
| 3     | Лариса Новожилова / Самсон Глязер Москва            |    |
| 4     |                                                     |    |

### Танцы
Впервые в СССР был проведен всесоюзный конкурс по танцам на коньках. На первое место вышли москвичи Антонина Некрасова и Александр Яковлев. Они исполнили вальс и танго. Соревнования показали, что танцы на коньках, самый массовый вид фигурного катания, требуют очень высокой культуры скольжения.
| Место | Имя                                           | ПП |
| ----- | --------------------------------------------- | -- |
| 1     | Антонина Некрасова / Александр Яковлев Москва |    |
| 2     |                                               |    |
| 3     |                                               |    |